# Japonia na Letnich Igrzyskach Olimpijskich 1992
Na Letnich Igrzyskach Olimpijskich 1992 reprezentowało Japonię 256 sportowców (175 mężczyzn i 81 kobiet) w 166 konkurencjach w 24 dyscyplinach. 

## Medaliści
| Medal  | Zawodnik | Dyscyplina             | Konkurencja                          | Rezultat                                                          |
| ------ | --- | ---------------------- | ------------------------------------ | ----------------------------------------------------------------- |
| Złoto  | Toshihiko Koga | Judo                   | waga do 71 kg mężczyzn               | w finale pokonał Bertalana Hajtósa z Węgier                       |
| Złoto  | Hidehiko Yoshida | Judo                   | waga do 78 kg mężczyzn               | w finale pokonał Jasona Morrisa ze Stanów Zjednoczonych           |
| Złoto  | Kyōko Iwasaki | Pływanie               | 200 m stylem klasycznym kobiet       | 2:26.65 OR                                                        |
| Srebro | Yukio Iketani | Gimnastyka             | ćwiczenia na podłodze mężczyzn       | 9 787 pkt                                                         |
| Srebro | Ryōko Tani | Judo                   | waga do 48 kg kobiet                 | w finale uległa Cécile Nowak z Francji                            |
| Srebro | Noriko Mizoguchi | Judo                   | waga do 52 kg kobiet                 | w finale uległa Almudenie Muñoz z Hiszpanii                       |
| Srebro | Yoko Tanabe | Judo                   | waga do 72 kg kobiet                 | w finale uległa Kim Mi-Jeong z Korei Płd.                         |
| Srebro | Naoya Ogawa | Judo                   | waga powyżej 95 kg mężczyzn          | w finale uległ Dawitowi Chachaleiszwiliemu                        |
| Srebro | Yūko Arimori | Lekkoatletyka          | maraton kobiet                       | 2:32:49                                                           |
| Srebro | Kōichi Morishita | Lekkoatletyka          | maraton mężczyzn                     | 2:13:45                                                           |
| Srebro | Kazumi Watanabe | Strzelectwo            | trap                                 | 219/0                                                             |
| Brąz   | Shigeki Wakabayashi, Katsumi Watanabe, Yasunori Takami, Akihiro Togo, Koji Tokunaga, Yasuhiro Sato, Masanori Sugiura, Kento Sugiyama, Koichi Oshima, Hiroyuki Sakaguchi, Shinichi Sato, Hiroshi Nakamoto, Kazutaka Nishiyama, Masafumi Nishi, Hirotami Kojima, Hiroki Kokubo, Takashi Miwa, Tomohito Ito, Shinichiro Kawabata, Masahito Kohiyama | Baseball               | turniej mężczyzn                     | w meczu o brązowy medal pokonali drużynę Stanów Zjednoczonych 8:3 |
| Brąz   | Masayuki Matsunaga | Gimnastyka             | ćwiczenia na poręczach mężczyzn      | 9 800 pkt                                                         |
| Brąz   | Yukio Iketani, Masayuki Matsunaga, Daisuke Nishikawa, Yutaka Aihara, Takashi Chinen, Yoshiaki Hatakeda | Gimnastyka             | wielobój drużynowy mężczyzn          | 288 875 pkt                                                       |
| Brąz   | Chiyori Tateno | Judo                   | waga do 56 kg kobiet                 |                                                                   |
| Brąz   | Yōko Sakaue | Judo                   | waga powyżej 72 kg kobiet            |                                                                   |
| Brąz   | Tadanori Koshino | Judo                   | waga do 60 kg mężczyzn               |                                                                   |
| Brąz   | Hirotaka Okada | Judo                   | waga do 86 kg mężczyzn               |                                                                   |
| Brąz   | Fumiko Okuno | Pływanie synchroniczne | solo                                 | 187 056 pkt                                                       |
| Brąz   | Fumiko Okuno, Aki Takayama | Pływanie synchroniczne | duet                                 | 186 868 pkt                                                       |
| Brąz   | Ryōhei Koba | Strzelectwo            | karabin małokalibrowy 3 postawy 50 m | 1265,9 pkt                                                        |
| Brąz   | Kōsei Akaishi | Zapasy                 | styl wolny, waga do 68 kg mężczyzn   |                                                                   |